# Прапор Білицького
Міськи́й пра́пор Білицького — офіційний символ міста Білицьке Донецької області. Затверджений 5 листопада 2008 р. рішенням сесії міської ради № V/25-8.міської ради.

## Опис
Прямокутне поле полотнища прапора з відношенням ширини до довжини 2:3 розділене по горизонталі на дві рівні частини жовтим і зеленим кольорами. У верхній частині на лінії поділу частину диска висхідного сонця червоного кольору з десятьма полум’яними променями такого ж кольору. Внизу, під лінією поділу, діаметром, рівним діаметру диску сонця, з центром у вигляді малого кільця такого ж кольору вписуються разом з полум’яними променями сонця в єдине умовне коло, діаметр якого дорівнює 0,725 ширини полотнища прапора. Кольорове рішення і символіка фігур прапора відповідають колірному рішенню і символіці фігур гербу міста Білицьке.